# The Big Heist
The Big Heist ist ein kanadisch-US-amerikanischer Fernsehfilm über den berüchtigten Lufthansa-Raub, der am 11. Dezember 1978 auf dem  John F. Kennedy International Airport in New York City verübt wurde. Es handelt sich um eine Verfilmung des Buches The Heist: How a Gang Stole $8,000,000 at Kennedy Airport and Lived to Regret It von Ernest Volkman aus dem Jahr 1986.

## Handlung
Der irischstämmige Mobster namens James „Jimmy“ Burke, der Mitte der 70er Jahre aus dem Gefängnis entlassen wird, organisiert mit Gangstern, wie dem aus GoodFellas bekannten Henry Hill, den größten Bargeldraub in der Geschichte der Vereinigten Staaten. Der Ermittler Richard Woods, versucht den Fall zu lösen und den für die New Yorker Lucchese-Familie tätigen Jimmy Burke wieder hinter Schloss und Riegel zu bringen. Als dieser der Wahrheit näher kommt, werden an dem Raub beteiligte Gangster zum Schweigen gebracht.

## Hintergrund
Am 10. Juni 2001 wurde der von A&E Television Networks, Alliance Atlantis Communications und Gary Hoffman Productions produzierte Film in den Vereinigten Staaten veröffentlicht.